# Seko Fofana
Seko Mohamed Fofana (ur. 7 maja 1995 w Paryżu) – iworyjsko-francuski piłkarz, występujący na pozycji pomocnika we francuskim klubie Stade Rennais oraz w reprezentacji Wybrzeża Kości Słoniowej. Zwycięzca Pucharu Narodów Afryki w 2023 roku.

## Kariera juniorska
Fofana rozpoczął swoją juniorską, piłkarską karierę w wieku 9 lat we francuskim klubie Paris FC, gdzie grał przez 6 lat. Od 2010 grał w innym francuskim klubie, FC Lorient, gdzie spędził dwa i pół roku, podpisując w 2013 pierwszy profesjonalny kontrakt z juniorską drużyną Manchesteru City.

## Kariera seniorska
Po roku trwania kontraktu z Manchesterem City, Fofana w 27 listopada 2014 został wypożyczony do końca stycznia 2015 do Fulhamu. Swój debiut zaliczył po dwóch dniach, w meczu przeciwko Brighton & Hove Albion F.C., pojawiając się na boisku z ławki rezerwowych w 63. minucie. Pod koniec wypożyczenia, Fulham podjął decyzję o jego przedłużeniu, do końca sezonu 2014/2015. Swoją pierwszą (i jedyną) bramkę dla zespołu zdobył 21 marca 2015 w meczu przeciwko Huddersfield Town.
29 czerwca 2015 Fofana został wypożyczony do francuskiego klubu SC Bastia na sezon 2015/2016. Jego debiut miał miejsce 8 sierpnia w meczu przeciwko Stade Rennais, w którym rozegrał pełne 90. minut. 16 stycznia 2016 otrzymał czerwoną kartkę w meczu przeciwko Montpellier HSC, po czym został zawieszony na cztery mecze.
W czerwcu 2016 Seko Fofana podpisał pięcioletni kontrakt z włoskim klubem Udinese Calcio, a koszt jego zakupu wyniósł 2,5 miliona funtów. Zadebiutował w pierwszym meczu sezonu przeciwko AS Romie, grając do 79. minuty, gdy został zmieniony.
W sierpniu 2020 zawarł czteroletnią umowę na grę we francuskim RC Lens, a koszt jego zakupu wyniósł 8 milionów funtów. Po dwóch latach gry, w 2022, Fofana podpisał nową umowę z francuskim klubem, obowiązującą na kolejne trzy lata.
18 lipca 2023 podpisał trzyletni kontrakt z saudyjskim klubem Al-Nassr. Kosz zakupu Fofany z Lensu wyniósł 25 milionów euro. Zadebiutował 18 sierpnia 2023 w meczu z Al-Taawoun grając 76. minut.
30 stycznia 2024 został wypożyczony do saudyjskiego klubu Al-Ettifaq na pół roku. W Al-Ettifaq zadebiutował 26 lutego 2024 w meczu ligi saudyjskiej z Al-Hilal, w którym zagrał 90. minut. Mecz zakończył się wynikiem 0:2 dla Al-Hilal. 

## Kariera reprezentacyjna
Seko Fofana występował w reprezentacji Francji U-16, U-17, U-18 oraz U-19, jednak wybierając reprezentacje seniorską postawił na reprezentację Wybrzeża Kości Słoniowej, z którą 11 lutego 2024 roku zdobył Puchar Narodów Afryki. Był również uczestnikiem Mistrzostw Europy U-17 w 2012 roku.

## Sukcesy

### Wybrzeże Kości Słoniowej
Puchar Narodów Afryki
- Mistrzostwo: 2023[21][22]